# Salmbärshagen
Salmbärshagen är ett naturreservat i Stenkyrka socken i Region Gotland på Gotland.
Området är naturskyddat sedan 2002 och är 31 hektar stort. Reservatet består av en lövängsmiljö med många gamla ekar.

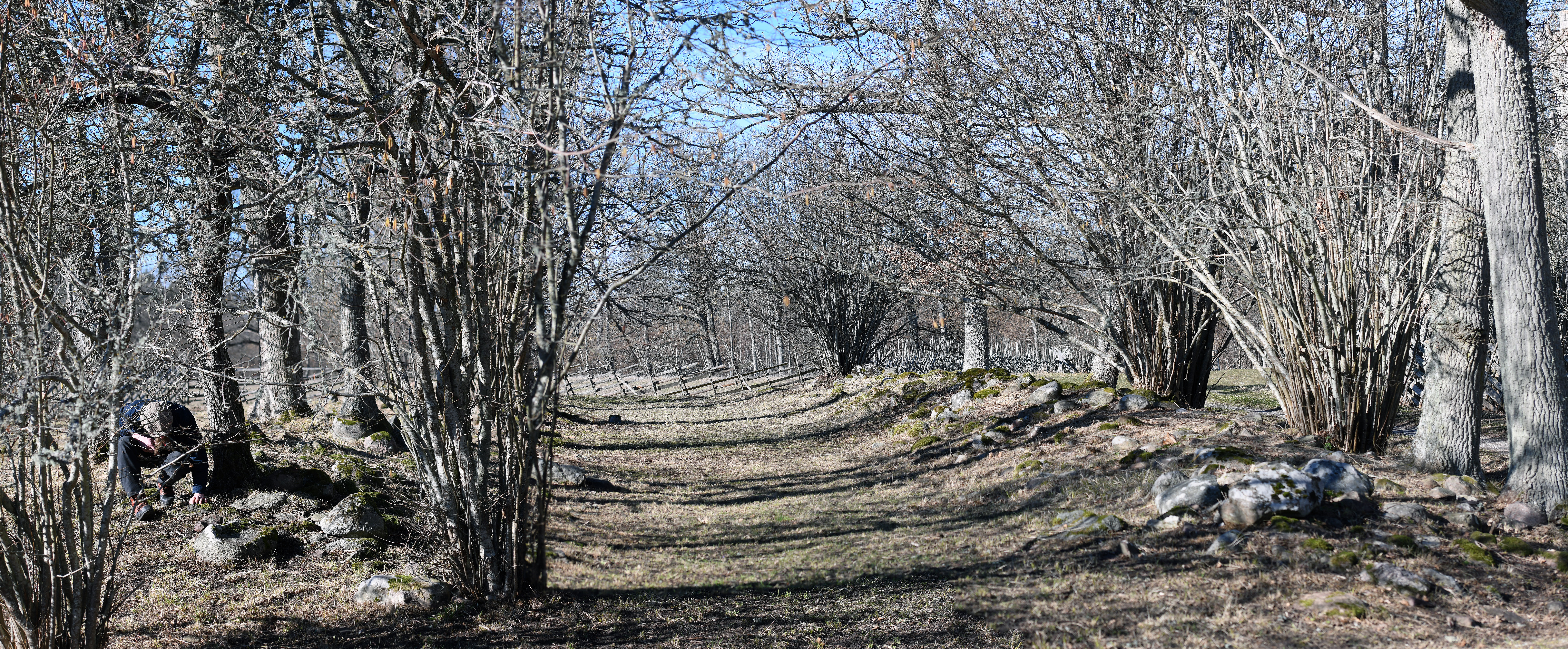
Förhistorisk husgrund Salmbärshagen

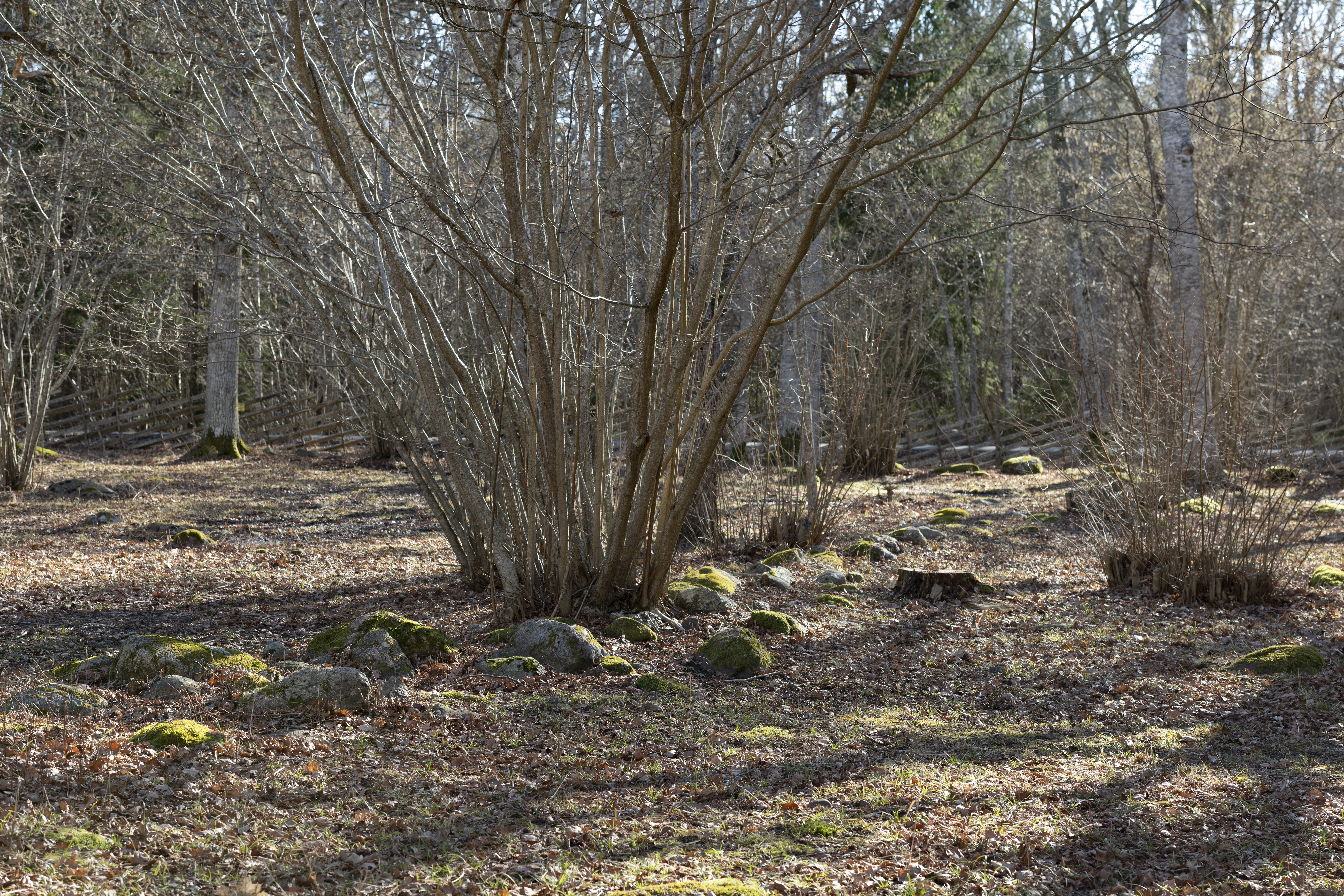
Stensträng i Salmbärshagen